# So You Think You Can Dance (Belgia i Holandia)
So You Think You Can Dance – program rozrywkowy, emitowany od 4 września 2008 roku. Audycja produkowana jest na licencji amerykańskiego formatu So You Think You Can Dance.

## Edycje
| Edycja | Rok  | Zwycięzcy      | Finaliści      | Finaliści             | Finaliści         | Prezenterzy               |
| ------ | ---- | -------------- | -------------- | --------------------- | ----------------- | ------------------------- |
| 1      | 2008 | Ivan Paulovich | Timor Steffens | Annemiek Suijkerbuijk | Julia Mitomi      | EliZe                     |
| 2      | 2009 | Els Smekens    | Angelo Pardo   | Michael Iongbloed     | Evelien Ceulemans | An Lemmens Dennis Weening |
| 3      | 2010 |                |                |                       |                   |                           |

### 1 edycja
Została wyemitowana tylko w Holandii. Edycja ta wystartowała 4 września 2008 roku. Finał ukazał się 11 grudnia 2008 roku, gdzie wygrał Ivan Paulovich. Nagrodą była 20 000 € i taniec solo w musicalu Footloose.

#### Uczestnicy
| Miejsce | Tancerz               |
| ------- | --------------------- |
| 1.      | Ivan Paulovich        |
| 2.      | Timor Steffens        |
| 3.      | Annemiek Suijkerbuijk |
| 4.      | Julia Mitomi          |
| 5.      | Gianinni Semedo       |
| 5.      | Anuschka Bozo         |
| 7.      | Bram Blankestijn      |
| 7.      | Sigourney Korper      |
| 9.      | Uri Eugenio           |
| 9.      | Marielle Constancia   |
| 11.     | Boris Schreurs        |
| 11.     | Anne-May De Lijser    |
| 13.     | Ceraldo Moreau        |
| 13.     | Giotta Kulaleen       |
| 15.     | Giorgio               |
| 15.     | Eline Vroon           |
| 17.     | Alessandro Pierotti   |
| 17.     | Dapheny Oosterwolde   |

### 2 edycja
Edycja została wyemitowana w Belgii oraz Holandii. Premiera edycji odbyła się 1 września, a zakończyła 29 listopada. Edycję wygrała Els Smekens. Nagrodą główną było 20 000 € oraz  taniec solo w musicalu Hairspray. W holenderskiej wersji programu tak samo jak w amerykańskiej był zapraszany co każdy odcinek 4 juror. 

#### Jury
| Odcinki:           | 1 | 2 | 3 | 4 | 5 | 6 | 7 | 8 | 9 | 10 | 11 | 12 | 13 | 14 |
| ------------------ | - | - | - | - | - | - | - | - | - | -- | -- | -- | -- | -- |
| Jan Kooijman       |   |   |   |   |   |   |   |   |   |    |    |    |    |    |
| Brahim             |   |   |   |   |   |   |   |   |   |    |    |    |    |    |
| Roberto de Costa   |   |   |   |   |   |   |   |   |   |    |    |    |    |    |
| Euvgenia Parakhina |   |   |   |   |   |   |   |   |   |    |    |    |    |    |
| Nicky Vernieuwe    |   |   |   |   |   |   |   |   |   |    |    |    |    |    |
| Dan Karaty         |   |   |   |   |   |   |   |   |   |    |    |    |    |    |

#### Uczestnicy i tabela
| Kobieta | Mężczyzna | Strefa zagrożenia (ang. Bottom 3 Couples) | Strefa zagrożenia (ang. Bottom 4 Dancers) | Kontuzja | Eliminacja |

| Tydzień:   | Tydzień:                    | 1        | 2        | 3        | 4        | 5        | 6        | 7        | 8         | 8        |  |
| Uczestnicy | Uczestnicy                  | Rezultat | Rezultat | Rezultat | Rezultat | Rezultat | Rezultat | Rezultat | Rezultat  | Rezultat |  |
| ---------- | --------------------------- | -------- | -------- | -------- | -------- | -------- | -------- | -------- | --------- | -------- |  |
| Belgia     | Els Smekens                 |          |          |          |          |          |          |          | ZWYCIĘZCA |          |  |
| Holandia   | Angelo Pardo                |          |          |          |          |          |          |          | 2 miejsce |          |  |
| Belgia     | Michael Iongbloed           | Btm 3    | Btm 3    | Btm 3    |          | Btm 4    |          | Btm 4    | 3 miejsce |          |  |
| Belgia     | Evelien Ceulemans           |          | Btm 3    | Btm 3    | Btm 3    |          |          | Btm 4    | 4 miejsce |          |  |
| Belgia     | Kris Loix                   |          |          |          |          |          | Btm 4    | Elim     |           |          |  |
| Holandia   | Suzanne de Bekker           |          | Btm 3    | Btm 3    |          |          | Btm 4    | Elim     |           |          |  |
| Holandia   | Remy Tilburg                |          |          |          | Btm 3    |          | Elim     |          |           |          |  |
| Belgia     | Oona De Cleyn               |          |          |          | Btm 3    | Btm 4    | Elim     |          |           |          |  |
| Holandia   | Louis Alves                 |          | Btm 3    | Btm 3    | Btm 3    | Elim     |          |          |           |          |  |
| Holandia   | Shiobian Dumas              |          |          |          |          | Elim     |          |          |           |          |  |
| Holandia   | Virgil Bonofacio            |          |          |          | Elim     |          |          |          |           |          |  |
| Belgia     | Saartje Van de Casteele     | Btm 3    |          |          | Elim     |          |          |          |           |          |  |
| Belgia     | Bruno De Rouck              | Btm 3    |          | Elim     |          |          |          |          |           |          |  |
| Holandia   | Noi Pakon Schuijffel        | Btm 3    |          | Elim     |          |          |          |          |           |          |  |
| Holandia   | Marleen Suurmeijer          |          |          | WD       |          |          |          |          |           |          |  |
| Belgia     | Samuel Chan                 |          | Elim     |          |          |          |          |          |           |          |  |
| Holandia   | Lorenzo van Velzen Bottazzi |          | WD       |          |          |          |          |          |           |          |  |
| Holandia   | Pablo Sanchez Garcia        | Elim     |          |          |          |          |          |          |           |          |  |
| Holandia   | Rubiën Vyent                | Elim     |          |          |          |          |          |          |           |          |  |
| Belgia     | Ine Vanbesien               | WD       |          |          |          |          |          |          |           |          |  |

#### 3 edycja
Wystartuje we wrześniu 2010 roku. 